# مثبط الحريق

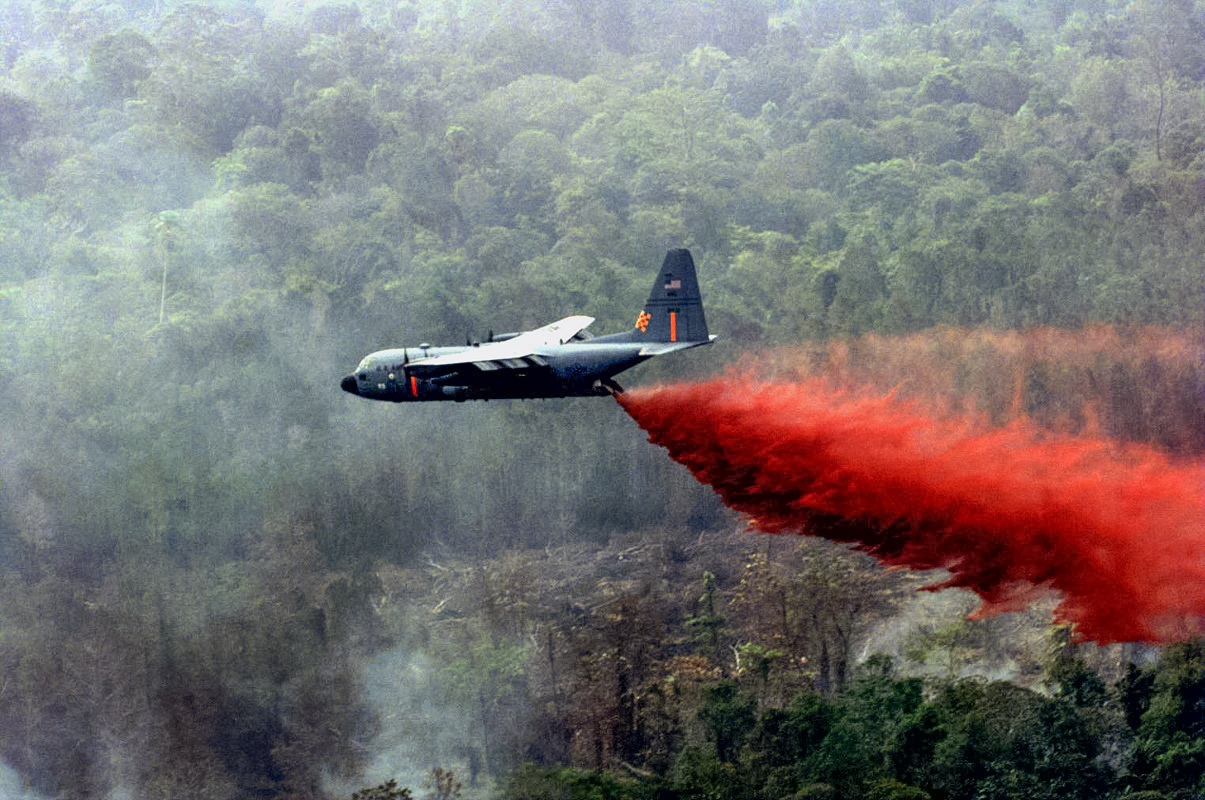
استخدام طائرة C-130 هيركوليس في رش مثبطات الحريق لمكافحة حرائق الغابات

مثبط الحريق (ملاحظة 1) هي مادة من أجل إبطاء أو تعويق الحرائق، وذلك من خلال تفاعل كيميائي تساعد على الإقلال من الاشتعالية أو الاحتراق.
تتوفر المواد المثبطة للحريق على شكل مسحوق أو رغوة أو هلام.